# Danger Force
Danger Force (Fuerza Danger en Latinoamérica y Equipo Danger en España) es una serie de televisión de comedia de situación de superhéroes creada por Christopher J. Nowak, producida y transmitida por la cadena Nickelodeon.
La serie es una derivación de Henry Danger e incluye a las estrellas Cooper Barnes y Michael D. Cohen que regresan a interpretar a sus personajes anteriores. Junto a ellos están Havan Flores, Terrence Little Gardenhigh, Dana Heath y Luca Luhan. La serie se estrenó el 28 de marzo de 2020 en Estados Unidos. La serie finalizó tras 3 temporadas y 65 episodios el 21 de febrero de 2024.

## Reparto

### Principal
- Cooper Barnes en la serie como Ray Manchester/Capitán Man, superhéroe residente de Swellview/superpoder es ser indestructible.
- Michael D. Cohen en la serie como Schwoz; creador de los inventos del Capitán Man.
- Havan Flores como Lula Elena Chapa da Silva/Rayo, una niña que tiene el poder de la electroquinesis.
- Terrence Little Gardenhigh como Miles Macklin/Ausente, el hermano de Mika quien desarrolló la teletransportación y más tarde desarrollaría el poder de tener visiones del futuro.
- Dana Heath en la serie: Mika Macklin/Grito, la hermana de Miles que desarrolló un grito sónico.
- Luca Luhan en la serie: como Bose O'Brian/Cerebro, el hijastro del vicealcalde Willard que desarrolló la telequinesis.

### Personajes recurrentes y secundarios
- Frankie Grande como Frankini es un villano que regresa de Henry Danger. Es un maniaco de las redes sociales y se cree que es muy famoso.
- Carrie Barrett como Mary Gaperman es una personaje que regresa de Henry Danger. Es la compañera de noticias de Trent.
- Winston Story como Trent es un personaje que regresa de Henry Danger. Es el compañero de noticias de Mary.
- Nakia Burrise como Angela Macklin es la mamá de Mika y Miles y esposa de Herman Macklin.
- Antonio D. Charity como Herman Macklin es el esposo de Angela y el papá de Mika y Miles.
- Monique Burias Shi como Courtney es una mesera de Hip Hop Pure.
- Jonathan Chase como Brian Bender es un personaje que regresa de Henry Danger. Es un reportero del KLVY.
- Ben Giroux como El Bebé es un villano que regresa de Henry Danger. Es un criminal con ropa de bebe.
- Timothy Brennen como el vicealcalde Willard es un personaje que regresa de Henry Danger. Es el vicealcalde Swellview y el esposo de Celia y el padrastro de Bose.
- Pickles Senior como la voz del Monstruo del Cofre. Es un ex-enemigo de la Fuerza Danger y actualmente vive en el Capi Nido.
- Jill Benjamin como Sharona Shapen es una personaje que regresa de Henry Danger. Fue despedida como maestra de la secundaria de Swellview y ahora es una inspectora de escuelas.
- Ryan Grassmeyer como Jeff Bilsky es un criminal que regresa de Henry Danger.
- Siobhan Murphy como Celia O'Brian es la mamá de Bose y la esposa del vicealcalde Willard.
- Kurt Quinn como Krampus el hermano malvado de Santa Claus que odia la Navidad hasta que se reformo y se volvió un aliado de la Fuerza Danger.
- Sophie Michelle como Natalie Mazdah es la chica más popular en Swellview y se volvió popular porque tuvo un vuelo con la famosa actriz Emma Watson.
- Rashaun Sibley como Clarence es un amigo de Rivalton de Maddie y de Mika.
- Zoran Korach como Goomer es un villano que regresa de Henry Danger. Es el ex asistente de Frankini y ahora es el asistente del Bebé.
- Jim Mahoney como Joey es un villano que regresa de Henry Danger. El y su mejor amigo Mark son los Pulgares Victoriosos y ya no tienen sus formas mutantes que fueron anteriormente vistas en Henry Danger.
- Alec Mapa como Jack Frittleman es un villano que regresa de Henry Danger.
- Glory Joy Rose como Miriam es una niña pobre y hermana de Percy.
- Jacob Farry como Percy es un niño pobre y hermano de Miriam.
- Mike Ostroski como Dr. Minyak es un villano que regresa de Henry Danger. Es un científico malvado.
- Arnie Pantoja como Mark es un villano que regresa de Henry Danger. El y su mejor amigo Joey son los Chicos pulgares y ya no tienen sus formas de mutantes
- Joey Richter como Tim Jerkowski/El Agitador del Tiempo es un villano que regresa de Henry Danger. Es un manipulador y viajero del tiempo. Intentó reformarse y abrió una tienda pero la Fuerza Danger, la destruyó y más tarde trabajarán juntos para reconstruirla pero volvió a ser destruida por la pelea de los héroes contra Repartidor, Kyle y Señor Amable, después de la pelea Tim regresó a ser criminal.
- Tori Keeth como Mandy es una personaje que regresa de Henry Danger. Es una trabajadora del Nacho Ball.
- Channah Zeitung como el Niño de las Cavernas es un niño cavernícola que fue capturado por Monsieur Man y la Fuerza Danger.
- Jeremy Guskin como el Apicultor es un villano que regresa de Henry Danger. Es un villano con traje de apicultor.
- Kerby Joe Grubb como Monsieur Man es un superhéroe francés. Entró en huelga para no combatir el crimen hasta que finalmente Francia le compró una motocicleta rosa. Fue contratado para reemplazar al Capitán Man para luchar contra el crimen haciéndose también amigo de la Fuerza Danger. Monsieur Man y la Fuerza Danger fueron salvados por el Capitán Man, quien decidió terminar la huelga y "salvar" a sus amigos de la lava.
- Jace Norman como Henry Hart fue el personaje principal en Henry Danger. Cuando Henry tenía 13 años, Ray lo contrató para ser su compañero y Henry se hizo llamar Kid Danger y juntos combatieron el crimen durante 6 años haciendo amigos en el camino y derrotando criminales y vivieron muchas aventuras hasta que Henry y Ray tuvieron su batalla final contra Drex en el dirigible y Henry se sacrifico por Swellview y obtuvo un nuevo poder y logró sobrevivir, después de un funeral a honor a Kid Danger, Henry se despidió de Ray y fue con Charlotte y Jasper a Dystopia para combatir el crimen y ser héroes. Unas semanas después Henry volvió a Swellview y se reencontró con Ray en el Nido del Capitán. y también se reencontró con la Fuerza Danger y paso mucho tiempo con Ray y Henry y Ray derrotaron a Jeff en la tienda Que Conveniencia donde se encontraron con el cazarrecompensas Blackout y Henry reveló que vino a Swellview para que Blackout no lo encontrara y la Fuerza Danger liberó a Henry y juntos derrotaron a Blackout y Henry se volvió a despedir de Ray y regresó a Dystopia.
- Leslie Korein como Fran es una personaje que regresa de Henry Danger. Es una guardia de seguridad que esta enamorada del Capitán Man.
- Mitchell Berg como Lil' Dynomite es un personaje que regresa de Henry Danger.Originalmente en Henry Danger iba a ser el compañero de Kid Danger pero después de que Henry renunció Lil'Dynomite volvió a Neighborville, un tiempo después fue reclutado por Capitán Man para darles celos a la Fuerza Danger pero por los insultos del Capitán Man Lil' Dynomite se convirtió en villano y juro vengarse del Capitán Man
- Jax Kemp como Creston Chestwell fue un trabajador de Hip Hop Pure y ex enamorado de Chapa.
- Jonathon McCledon como Ladrón de libros Steven es un ladrón de libros.
- Joe Gillette como el Archiduque Fernando es el Archiduque de Rivalton.
- Grace Lu como Glerp es la exnovia alíen de Bose.
- Jesse Mackey como Pie Grande es un personaje que regresa de Henry Danger. Es un amigo del bosque de Schwoz y le pidieron ayuda para rescatar al gato radiactivo de la casa de Celia y él y Ray se lanzaron de un globo aerostático y descubrieron que la Fuerza Danger resolvió el problema y Pie Grande se reencontró con su amiga Celia y reparo la puerta de Celia y entró a la casa para hablar con ella.
- Lamont Young como El Carnicero es un carnicero malvado.
- Boone Platt como El Repartidor es un ladrón con una bolsa y usa gas pimienta contra sus enemigos.
- Girvan ''Swirv'' Bramble como Kyle es un villano que regresa de Henry Danger. Es un villano super fuerte.
- Lisa Schurga como Mama Schwartz es la mama de Schwoz.
- Courtney Hawkins como Tilda es la antigua propietaria fantasma de la academia, amiga de la Fuerza Danger y la exnovia de Schowz.
- Kevin Railsback como Danny Chest es un personaje que regresa de Henry Danger. Es el presentador del programa de concursos Swellview tiene talento y presentó una Teletón con la Fuerza Danger pero Danny tenía otros planes y se reveló como villano y amenazó con lanzar a la Fuerza Danger al lago si la gente no donaba el dinero suficiente pero sus planes fueron frustrados por el clon frankenstein de Ray, Monsty.
- Chloe Beth Jones como Betty Navajas es una villana que lanza navajas cohetes.
- Jason Gibbs como El Jardinero Solitario es un villano que regresa de Henry Danger. Es un villano que se asemeja en el pasto.
- Tree O'Toole como La Reina Mimo es la jefa de los mimos malvados.
- Denise Ojeda como Shasta es una trabajadora de la tienda que Conveniente.
- Emmanuel Borria como el Hombre Pollo es un ex criminal que se hizo amigo de la Fuerza Danger.
- Yolanda Snowball como Priscilla una ladrona de sillas. Ella robo la silla de vaquero de Herman y fue detenida por Mika.
- Elisha Williams como Zed es un personaje que regresa de Henry Danger.Es uno de los sobrinos de Schwoz.
- Maximilian Acevedo como el Señor Amable es un vilano que regresa de Henry Danger. Es un criminal obsesionado con sus reglas de educación.

### Estrellas invitadas
- Gabrielle Neveah Green como Maddie es la amiga de Rivalton de Mika.
- Joey Lawrence como el mismo es el rival del Capitán Man por tener la mejor mandíbula.
- Jeffrey Nicholas Brown como Jake Hart es un personaje que regresa de Henry Danger. Es el esposo de Kris Hart y el padre de Henry y Piper Hart. Fingió ser el papa de Chapa para la reunión de padres, pero no funciono.
- Mike Caron como Deuce Van Nuys es un director de películas.
- That Girl Lay Lay como ella misma es una súper estrella.

## Doblaje
| Personaje            | Latinoamérica                                                                                              | España                 |
| -------------------- | --- | ---------------------- |
| Ray Manchester       | Carlos Hernandez                                                                                           | Guillermo Romero       |
| Schwoz               | David Ramos                                                                                                | César Díaz Capilla     |
| Chapa da Silva       | Nycolle González                                                                                           | Nerea Cabañas          |
| Miles Macklin        | Fernanda Gastelum                                                                                          | Chelo Vivares          |
| Mika Macklin         | Marta Martinez                                                                                             | Elena Jiménez          |
| Bose O'Brian         | José Luis Piedra                                                                                           | Marcos López Montejano |
| Frankini             | Gabriel OrtizMarc Winslow (canciones)                                                                      |                        |
| Henry Hart           | Ivan Bastidas Morales                                                                                      | Álvaro Reina           |
| Dirección de doblaje | Ulises Maynardo Zavala (junto con Sara Souhza, Luis Navarro, Rafael Pacheco, Julio Bernal y Marcos Patiño) | César Díaz Capilla     |

## Temporadas
| Temporada | Temporada | Episodios | Episodios | Estados Unidos        | Estados Unidos        | Latinoamérica                            | Latinoamérica                                   | España                | España                  |
| Temporada | Temporada | Episodios | Episodios | Comienzo              | Final                 | Comienzo                                 | Final                                           | Comienzo              | Final                   |
| --------- | --------- | --------- | --------- | --------------------- | --------------------- | ---------------------------------------- | ----------------------------------------------- | --------------------- | ----------------------- |
|           | 1         | 26        | 26        | 28 de marzo de 2020   | 17 de julio de 2021   | 3 de octubre de 2020                     | 16 de diciembre de 2021                         | 18 de octubre de 2020 | 24 de diciembre de 2021 |
|           | 2         | 26        | 26        | 23 de octubre de 2021 | 7 de julio de 2022    | : 5 de marzo de 2022: 6 de marzo de 2022 | 17 de diciembre de 2022                         | 23 de mayo de 2022    | 25 de noviembre de 2022 |
|           | 3         | 13        | 13        | 20 de abril de 2023   | 21 de febrero de 2024 | 15 de mayo de 2023                       | : 24 de febrero de 2024 : 25 de febrero de 2024 | 12 de junio de 2023   | 25 de febrero de 2024   |

### Temporada 1: 2020-2021
| N.º en serie | N.º en temp. | Título                                                                                       | Dirigido por      | Fecha de emisión original | Estreno en Latinoamérica | Estreno en España        | Código de prod. | Espectadores de EE. UU. (millones) |
| ------------ | ------------ | -------------------------------------------------------------------------------------------- | ----------------- | ------------------------- | ------------------------ | ------------------------ | --------------- | ---------------------------------- |
| 1            | 1            | «Nace la fuerza Danger»                                                                      | Mike Caron        | 28 de marzo de 2020       | 3 de octubre de 2020     | 18 de octubre de 2020    | 101             | 0.89                               |
| 2            | 2            | «Di mi nombre»                                                                               | Adam Weissman     | 4 de abril de 2020        | 10 de octubre de 2020    | 1 de noviembre de 2020   | 103             | 0.69                               |
| 3            | 3            | «Ray enloquece»                                                                              | Evelyn Belasco    | 11 de abril de 2020       | 17 de octubre de 2020    | 25 de octubre de 2020    | 102             | 0.65                               |
| 4            | 4            | «Noche de villanos»                                                                          | Michael D. Cohen  | 18 de abril de 2020       | 24 de octubre de 2020    | 8 de noviembre de 2020   | 104             | 0.77                               |
| 5            | 5            | «Juegos de mimo»                                                                             | Russ Reinsel      | 25 de abril de 2020       | 21 de noviembre de 2020  | 15 de noviembre de 2020  | 105             | 0.74                               |
| 6            | 6            | «Cuaren-kini»                                                                                | Mike Caron        | 9 de mayo de 2020         | 5 de diciembre de 2020   | 29 de noviembre de 2020  | 107             | 0.68                               |
| 7            | 7            | «El enamoramiento de Chapa: Parte 1»                                                         | David Kendall     | 1 de agosto de 2020       | 28 de noviembre de 2020  | 22 de noviembre de 2020  | 106             | 0.71                               |
| 8            | 8            | «El regreso de Henry Hart - El enamoramiento de Chapa: Parte 2»                              | Mike Caron        | 7 de noviembre de 2020    | 23 de enero de 2021      | 3 de mayo de 2021        | 109             | 0.59                               |
| 9            | 9            | «Mika en el medio»                                                                           | Mike Caron        | 14 de noviembre de 2020   | 30 de enero de 2021      | 25 de abril de 2021      | 108             | 0.33                               |
| 10           | 10           | «La guerra de mil bromas: Parte 1»                                                           | Mike Caron        | 21 de noviembre de 2020   | 13 de febrero de 2021    | 11 de abril de 2021      | 110             | 0.44                               |
| 11           | 11           | «La guerra de mil bromas: Parte 2»                                                           | Mike Caron        | 28 de noviembre de 2020   | 20 de febrero de 2021    | 18 de abril de 2021      | 111             | 0.56                               |
| 12           | 12           | «Cae Santa: Parte 1 - Abajo va Santa: Parte 1»                                               | Mike Caron        | 12 de diciembre de 2020   | 18 de diciembre de 2021  | 19 de diciembre de 2021  | 112             | -                                  |
| 13           | 13           | «Cae Santa: Parte 2 - Abajo va Santa: Parte 2»                                               | Mike Caron        | 18 de diciembre de 2020   | 18 de diciembre de 2021  | 18 de diciembre de 2021  | 113             | -                                  |
| 14           | 14           | «Juegos de vídeos»                                                                           | Evelyn Belasco    | 23 de enero de 2021       | 10 de abril de 2021      | 15 de agosto de 2021     | 114             | —                                  |
| 15           | 15           | «Amigos a prueba»                                                                            | Elvira Ibragimova | 30 de enero de 2021       | 17 de abril de 2021      | 22 de agosto de 2021     | 115             | -                                  |
| 16           | 16           | «Lil' Dynomite»                                                                              | Evelyn Belasco    | 6 de febrero de 2021      | 24 de abril de 2021      | 29 de agosto de 2021     | 116             | -                                  |
| 17           | 17           | «Monsty»                                                                                     | Russ Reinsel      | 20 de febrero de 2021     | 8 de mayo de 2021        | 5 de septiembre de 2021  | 118             | -                                  |
| 18           | 18           | «Competencia de gemelos»                                                                     | Mike Caron        | 27 de febrero de 2021     | 1 de mayo de 2021        | 12 de septiembre de 2021 | 117             | -                                  |
| 19           | 19           | «Gato radiactivo»                                                                            | Evelyn Belasco    | 6 de marzo de 2021        | 15 de mayo de 2021       | 19 de septiembre de 2021 | 119             | -                                  |
| 20           | 20           | «Miles tiene visiones»                                                                       | Adam Weissman     | 13 de marzo de 2021       | 22 de mayo de 2021       | 26 de septiembre de 2021 | 120             | -                                  |
| 21           | 21           | «La huelga del Capitán Man»                                                                  | Mike Caron        | 12 de junio de 2021       | 24 de agosto de 2021     | 7 de noviembre de 2021   | 122             | -                                  |
| 22           | 22           | «Ropa Manlee»                                                                                | Michael D. Cohen  | 19 de junio de 2021       | 27 de agosto de 2021     | 21 de noviembre de 2021  | 125             | -                                  |
| 23           | 23           | «La escuela está embrujada»                                                                  | Adam Weissman     | 26 de junio de 2021       | 23 de agosto de 2021     | 28 de noviembre de 2021  | 121             | -                                  |
| 24           | 24           | «Mentiras de familia»                                                                        | Evelyn Belasco    | 3 de julio de 2021        | 25 de agosto de 2021     | 5 de diciembre de 2021   | 123             | -                                  |
| 25           | 25           | «Tierra a Bose»                                                                              | Russ Reinsel      | 10 de julio de 2021       | 26 de agosto de 2021     | 12 de diciembre de 2021  | 124             | -                                  |
| 26           | 26           | «Duro de entregar - Duro de entregar: La película - Tengo el nombre perfecto para la misión» | Mike Caron        | 17 de julio de 2021       | 7 de septiembre de 2021  | 19 de diciembre de 2021  | 126             | -                                  |

### Temporada 2: 2021-2022
| N.º en serie | N.º en temp. | Título                                                            | Dirigido por          | Fecha de emisión original | Estreno en Latinoamérica                             | Estreno en España                              | Código de prod. | Espectadores de EE. UU. (millones) |
| ------------ | ------------ | ----------------------------------------------------------------- | --------------------- | ------------------------- | ---------------------------------------------------- | ---------------------------------------------- | --------------- | ---------------------------------- |
| 27           | 1            | «Un impostor entre nosotros: Parte 1»                             | Mike Caron            | 23 de octubre de 2021     | : 5 de marzo de 2022: 6 de marzo de 2022             | 23 de mayo de 2022                             | 201             | -                                  |
| 28           | 2            | «Un peligro entre nosotros - Un impostor entre nosotros: Parte 2» | Mike Caron            | 30 de octubre de 2021     | : 12 de marzo de 2022: 13 de marzo de 2022           | 24 de mayo de 2022                             | 202             | -                                  |
| 29           | 3            | «Nido Galáctico - Un Cyborg entre nosotros: Parte 3»              | Mike Caron            | 6 de noviembre de 2021    | : 19 de marzo de 2022: 20 de marzo de 2022           | 25 de mayo de 2022                             | 203             | -                                  |
| 30           | 4            | «Un Henry entre nosotros - Un impostor entre nosotros: Parte 4»   | Mike Caron            | 13 de noviembre de 2021   | : 26 de marzo de 2022: 27 de marzo de 2022           | 26 de mayo de 2022                             | 204             | -                                  |
| 31           | 5            | «Krampapalooza»                                                   | Michael D. Cohen      | 20 de noviembre de 2021   | 17 de diciembre de 2022                              | 22 de diciembre de 2022                        | 207             | -                                  |
| 32           | 6            | «El musical de Mika»                                              | Mike Caron            | 6 de enero de 2022        | : 9 de abril de 2022: 10 de abril de 2022            | 30 de mayo de 2022                             | 206             | -                                  |
| 33           | 7            | «Oigan, ¿Dónde está mi capi buggy?»                               | Russ Reinsel          | 13 de enero de 2022       | : 2 de abril de 2022: 3 de abril de 2022             | 27 de mayo de 2022                             | 205             | -                                  |
| 34           | 8            | «Problemas de poderes: Parte 1»                                   | Evelyn Belasco        | 20 de enero de 2022       | : 7 de mayo de 2022: 8 de mayo de 2022               | 5 de septiembre de 2022                        | 210             | -                                  |
| 35           | 9            | «Problemas de poderes: Parte 2»                                   | Evelyn Belasco        | 27 de enero de 2022       | : 14 de mayo de 2022: 15 de mayo de 2022             | 6 de septiembre de 2022                        | 211             | -                                  |
| 36           | 10           | «Los Clones al ataque»                                            | Leonard R. Garner Jr. | 3 de febrero de 2022      | : 21 de mayo de 2022: 22 de mayo de 2022             | 7 de septiembre de 2022                        | 212             | -                                  |
| 37           | 11           | «Ladrones de botellas»                                            | Elvira Ibragimova     | 10 de febrero de 2022     | : 23 de abril de 2022: 24 de abril de 2022           | 1 de junio de 2022                             | 208             | -                                  |
| 38           | 12           | «La chica que gritó peligro»                                      | Mike Caron            | 17 de febrero de 2022     | : 30 de abril de 2022: 1 de mayo de 2022             | 2 de junio de 2022                             | 209             | -                                  |
| 39           | 13           | «Los billones de Bilsky»                                          | Leonard R. Garner Jr. | 24 de febrero de 2022     | : 28 de mayo de 2022: 29 de mayo de 2022             | 8 de septiembre de 2022                        | 213             | -                                  |
| 40           | 14           | «Jack el recortador»                                              | Mike Caron            | 3 de marzo de 2022        | : 4 de junio de 2022: 5 de junio de 2022             | 9 de septiembre de 2022                        | 214             | -                                  |
| 41           | 15           | «¡Los Supies!»                                                    | Mike Caron            | 9 de abril de 2022        | : 25 de junio de 2022: 26 de junio de 2022           | 18 de octubre de 2022                          | 217             | -                                  |
| 42           | 16           | «Zoológico alienígena»                                            | Evelyn Belasco        | 28 de abril de 2022       | : 11 de junio de 2022: 12 de junio de 2022           | 12 de septiembre de 2022                       | 215             | -                                  |
| 43           | 17           | «¡Vamos al cine!»                                                 | Mike Caron            | 5 de mayo de 2022         | : 18 de junio de 2022: 19 de junio de 2022           | 17 de octubre de 2022                          | 216             | -                                  |
| 44           | 18           | «Ataque Minyak»                                                   | Mike Caron            | 12 de mayo de 2022        | : 5 de agosto de 2022: 6 de agosto de 2022           | 19 de octubre de 2022                          | 218             | -                                  |
| 45           | 19           | «Peleas callejeras»                                               | Evelyn Belasco        | 19 de mayo de 2022        | : 12 de agosto de 2022: 13 de agosto de 2022         | 20 de octubre de 2022                          | 219             | -                                  |
| 46           | 20           | «El teléfono de Chapa»                                            | Michael D. Cohen      | 26 de mayo de 2022        | : 19 de agosto de 2022: 20 de agosto de 2022         | 21 de octubre de 2022                          | 220             | -                                  |
| 47           | 21           | «El tío Hambone»                                                  | Evelyn Belasco        | 9 de junio de 2022        | : 26 de agosto de 2022: 27 de agosto de 2022         | 24 de octubre de 2022                          | 221             | -                                  |
| 48           | 22           | «Escuela nueva, quién habla?»                                     | Russ Reinsel          | 16 de junio de 2022       | : 2 de septiembre de 2022: 3 de septiembre de 2022   | 21 de noviembre de 2022                        | 222             | -                                  |
| 49           | 23           | «Héroes de acción»                                                | Adam Weissman         | 23 de junio de 2022       | : 9 de septiembre de 2022: 10 de septiembre de 2022  | 22 de noviembre de 2022                        | 223             | -                                  |
| 50           | 24           | «La boda del Trentenio»                                           | Evelyn Belasco        | 30 de junio de 2022       | : 16 de septiembre de 2022: 17 de septiembre de 2022 | 23 de noviembre de 2022                        | 224             | -                                  |
| 5152         | 2526         | «Desenmascarados»                                                 | Mike Caron            | 7 de julio de 2022        | 1 de octubre de 2022                                 | 24 de noviembre de 202225 de noviembre de 2022 | 225226          | -                                  |

### Temporada 3: 2023-2024
| N.º en serie | N.º en temp. | Título                             | Dirigido por          | Fecha de emisión original | Estreno en Latinoamérica                        | Estreno en España     | Código de prod. | Espectadores de EE. UU. (millones) |
| ------------ | ------------ | ---------------------------------- | --------------------- | ------------------------- | ----------------------------------------------- | --------------------- | --------------- | ---------------------------------- |
| 53           | 1            | «El regreso de la Fuerza: Parte 1» | Mike Caron            | 20 de abril de 2023       | 15 de mayo de 2023                              | 12 de junio de 2023   | 301             | 0.15                               |
| 54           | 2            | «El regreso de la Fuerza: Parte 2» | Mike Caron            | 27 de abril de 2023       | 15 de mayo de 2023                              | 13 de junio de 2023   | 302             | 0.20                               |
| 55           | 3            | «Gran Dynomite»                    | Leonard R. Garner Jr. | 4 de mayo de 2023         | 22 de mayo de 2023                              | 14 de junio de 2023   | 303             | 0.15                               |
| 56           | 4            | «Guardianes de la Cola de Caballo» | Leonard R. Garner Jr. | 11 de mayo de 2023        | 12 de junio de 2023                             | 15 de junio de 2023   | 304             | 0.09                               |
| 57           | 5            | «Miles vende su Alma»              | Leonard R. Garner Jr. | 18 de mayo de 2023        | 29 de mayo de 2023                              | 16 de junio de 2023   | 305             | 0.15                               |
| 58           | 6            | «El Festival del Melón»            | Evelyn Belasco        | 25 de mayo de 2023        | 5 de junio de 2023                              | 19 de febrero de 2024 | 306             | 0.19                               |
| 59           | 7            | «Oigan, ¿Dónde está Schwoz?»       | Jace Norman           | 17 de enero de 2024       | : 20 de enero de 2024: 19 de febrero de 2024    | 20 de febrero de 2024 | 307             | —                                  |
| 60           | 8            | «Fuerza bruta»                     | Michael D. Cohen      | 24 de enero de 2024       | : 27 de enero de 2024 : 20 de febrero de 2024   | 21 de febrero de 2024 | 308             | —                                  |
| 61           | 9            | «No entren ahí»                    | Evelyn Belasco        | 31 de enero de 2024       | : 3 de febrero de 2024 : 21 de febrero de 2024  | 22 de febrero de 2024 | 309             | —                                  |
| 62           | 10           | «La Fiesta de Cumpleaños de Bose»  | Adam Weissman         | 7 de febrero de 2024      | : 10 de febrero de 2024 : 22 de febrero de 2024 | 23 de febrero de 2024 | 310             | —                                  |
| 63           | 11           | «Ray perdona»                      | Elvira Ibragimova     | 14 de febrero de 2024     | : 17 de febrero de 2024 : 23 de febrero de 2024 | 25 de febrero de 2024 | 311             | —                                  |
| 6465         | 1213         | «La Batalla por Swellview»         | Mike Caron            | 21 de febrero de 2024     | : 24 de febrero de 2024 : 25 de febrero de 2024 | 25 de febrero de 2024 | 312313          | —                                  |

## Producción
El 19 de febrero de 2020, se anunció que una secuela de Henry Danger, Danger Force se estrenaría el 28 de marzo de 2020, una semana después del final de la serie. La serie derivada ve el regreso de Cooper Barnes como Ray/Capitán Man y Michael D. Cohen como Schwoz. La serie ha recibido un orden de 26 episodios para su primera temporada. Además, Havan Flores como Chapa, Terrence Little Gardenhigh como Miles, Dana Heath como Mika y Luca Luhan como Bose también protagonizan la serie. Christopher J. Nowak creó la serie y se desempeña como productor ejecutivo. Cooper Barnes y Jace Norman son los productores de la serie. Omar Camacho se desempeña como productor ejecutivo. Un episodio de cuarentena, filmado y producido virtualmente, salió al aire el 9 de mayo de 2020. El 4 de agosto de 2020, se anunció que una serie de 5 episodios de 'minisodios' producidos de forma remota se estrenaría el 8 de agosto. El 18 de marzo de 2021, Nickelodeon renovó la serie para una segunda temporada, que se estrenó el 23 de octubre de 2021. El 25 de agosto de 2022, Nickelodeon renovó la serie para una tercera temporada que estrenó el 20 de abril de 2023. El 25 de diciembre de 2023 se mencionó su cancelación en el NFL Nickmas 2023 no existiendo una confirmación oficial de esto, sin embargo, el episodio final comenzó a promocionarse como tal mediante la señal italiana de Nickelodeon, dicha señal emitió el episodio final el 26 de enero de 2024, en Estados Unidos el episodio final fue emitido el 21 de febrero de 2024. La serie fue estrenada en Latinoamérica el 3 de octubre de 2020 y emitió su episodio final el 25 de febrero de 2024, a excepción de México dado que en dicho país se emitió el episodio final el 24 de febrero. En España la serie estrenó el 18 de octubre de 2020 y finalizó el 25 de febrero de 2024.